# William Mordecai Cooke Sr.
William Mordecai Cooke Sr. (Portsmouth, Virginia, 11 de diciembre de 1823–14 de abril de 1863) fue un prominente político de la Confederación.

## Biografía
William Mordecai Cooke nació en Portsmouth, Virginia, el 11 de diciembre de 1823.
Se licenció en Derecho en la Universidad de Virginia en 1843 y posteriormente se trasladó a Misuri, donde ejerció brevemente como juez.
Se casó con Elise von Phul en San Luis el 17 de noviembre de 1846, con quien tuvo siete hijos.
Representó al estado en el Congreso Confederado Provisional de 1861 a 1862, y en el Primer Congreso Confederado de 1862 a 1863. Murió mientras ocupaba su cargo, en Petersburg, Virginia, el 14 de abril de 1863.